# Liganga

Liganga är en plats i Njombe i Tanzania där järnmalm bryts. Den är också rik på både vanadin och titan.
Den ligger i närheten av Malawisjön i södra delen av landet.